# 毛喉鞘蕊花
毛喉鞘蕊花（学名：Coleus forskohlii）为唇形科鞘蕊花属下的一个种。分布于热带非洲、不丹、印度、尼泊尔、斯里兰卡，以及中国的云南和西藏。

## 扩展阅读
維基物種上的相關：毛喉鞘蕊花